# 宗像自動車学校
宗像自動車学校（むなかたじどうしゃがっこう）は、有限会社古賀自動車学校が運営する福岡県宗像市にある指定自動車教習所。古賀自動車学校の姉妹校。

## 沿革
- 1983年1月18日 - 開校
- 2017年3月1日 - 新型の4代目トヨタ・プリウス導入[1]。この頃からハローキティとコラボし、教習車や送迎バスの車体にキティちゃんを描いたカスタムカーへとリニューアルされた。
- 2017年7月2日 - ウェブサイトをリニューアル[2]。

## 免許
- 普通自動車
- 普通自動二輪車

## 交通アクセス
- JR東郷駅からスクールバスで約10分
- JR赤間駅からスクールバスで約10分
- JR教育大前駅からスクールバスで約10分